# Cacalome
Cacalome är en ort i Mexiko.   Den ligger i kommunen Metztitlán och delstaten Hidalgo, i den sydöstra delen av landet, 120 km norr om huvudstaden Mexico City. Cacalome ligger 1 350 meter över havet och antalet invånare är 102.
Terrängen runt Cacalome är huvudsakligen kuperad. Cacalome ligger nere i en dal. Runt Cacalome är det ganska glesbefolkat, med 30 invånare per kvadratkilometer. Närmaste större samhälle är Mezquititlán, 8,2 km norr om Cacalome. I omgivningarna runt Cacalome växer huvudsakligen savannskog.